# Piotr Paweł Drozdowicz
Piotr Paweł Drozdowicz (ur. 1971 w Świdnicy)  polski artysta malarz, członek ZPAP. Mieszka w Poznaniu.

## Życiorys
W 1998 r. ukończył poznańską Akademię Sztuk Pięknych (obecnie Uniwersytet Artystyczny im. Magdaleny Abakanowicz w Poznaniu) w zakresie malarstwa ściennego. W latach 1998–1999, jako stypendysta Ministra Kultury i Sztuki a także Rządu Francuskiego odbył staż artystyczny w l'Ecole des Beaux-Arts de Rennes we Francji. Zajmuje się malarstwem olejnym, akwarelą oraz malarstwem ściennym, specjalizując się w technikach al fresco, al secco, sgraffito, a także technice Keim A. Od 2009 roku prowadzi zajęcia z rysunku i malarstwa na Wydziale Architektury Politechniki Poznańskiej. W 2014 obronił doktorat  w dziedzinie sztuk pięknych na Wydziale Malarstwa Uniwersytetu Artystycznego w Poznaniu. Obecnie adiunkt w Katedrze Rysunku Malarstwa Rzeźby i na Wydziale Architektury Politechniki Poznańskiej. Swoje doświadczenia artystyczne łączy z wykonywaniem muzyki chóralnej. Śpiewa jako tenor w Chórze Filharmonii Poznańskiej „Poznańskie Słowiki” koncertując w Polsce i za granicą. Autor książki Między muzeum i prezbiterium (nagroda główna im. Łukaszewicza Poznaniana 2017) oraz artykułów i felietonów o sztuce.

## Poglądy
W swojej twórczości uznaje istnienie Piękna obiektywnego. Tworzy harmonijne kompozycje malarskie których tematem jest często człowiek. Wierzy w ciągłość tradycji malarskich, pomimo eksperymentów awangardy kontynuuje klasyczne tematy i kompozycje stanowiące ciągłość tradycji malarskich. Poszukując nowych form i języka malarskiego stosuje dawne techniki malarskie. Widzi wielkie możliwości rozwoju malarstwa w oparciu o powrót do natury. Wierzy, że malarstwo jest językiem prorockim ukazującym rzeczywistość duchową.

## Realizacje malarstwa ściennego
- 1999 realizacja al fresco Sąd przed - Ostateczny, Trybuna stadionu miejskiego, Blain, Francja[7]
- 1999–2000 rekonstrukcja polichromii na sklepieniach kościoła pw. Najświętszej Krwi Pana Jezusa, Poznań (praca zespołowa P. Drozdowicz, J. Majerczak, J. Cybichowska-Głuszek, K. Mularczyk)[8]
- 2003–2004 projekt kaplicy i realizacja malarstwa ściennego, Dom wspólnoty L'Arche, Poznań[9]
- 2004–2005 rekonstrukcja polichromii barokowych – Kościół Przemienienia Pańskiego, Poznań
- 2009 freski w opactwie benedyktyńskim w Triors, Francja
- 2010 realizacja malarstwa ściennego, technika Keim A Prawo, Sprawiedliwość, Miłosierdzie, kancelaria prawna SWS, Poznań
- 2010 realizacja al fresco Koronacja N.M.P. , kaplica Ośrodka Kulturalnego Sołek, Poznań
- 2011 realizacja malarstwa ściennego Sakramenty, Eucharystia, Keim A, kościół pw. św. Andrzeja Boboli, Poznań[5]
- 2022 realizacja fresków Żołnierze polscy w Comblessac, Historia św. Convoion, Fundacja kaplicy N.D. de Lorette, Cuda św. Melaine, kościół pw. św. Eloi, Comblessac, Francja[10][11]

## Wystawy

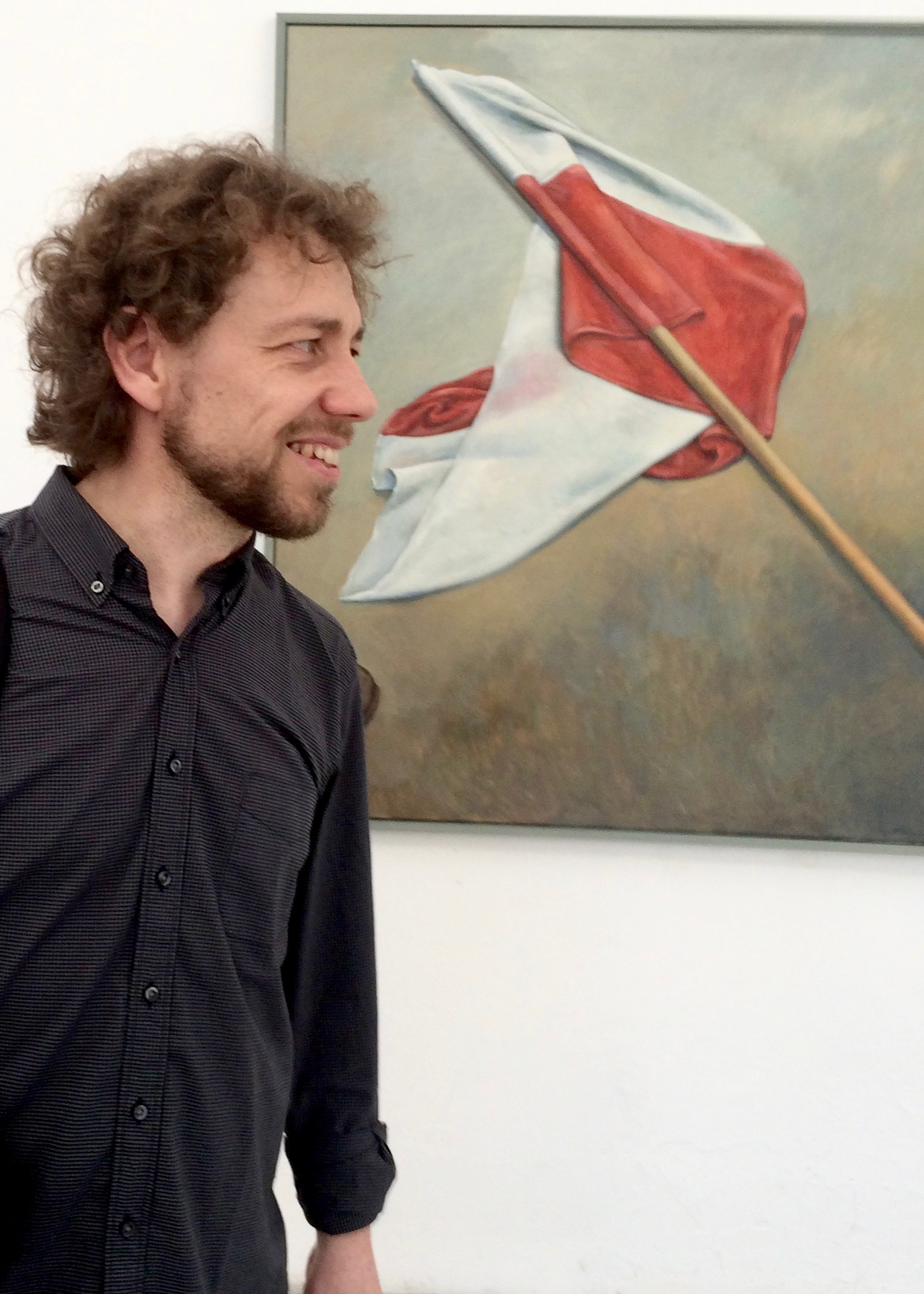
Piotr Drozdowicz podczas otwarcia wystawy „Historiofilia” (Warszawa, 2017)

- 1999 – wystawa akwarel, galeria L`Espace CROUS, Rennes, Francja
- 2000 – „Ukryte światło” – akwarela, Dom Bretanii, Poznań
- 2001 – akwarela – festiwal Guercheville, Francja
- 2001 – Malarstwo olejne – Krzywa Wieża/Klub Pod Aniołem, Toruń
- 2007 – Biennale Małych Form Malarskich, Toruń
- 2009 – Wystawa malarstwa Piotra P. Drozdowicza (prace z lat 1997–2009) w Muzeum Archidiecezjalnym w Poznaniu[5]
- 2017 – Wystawa Historiofilia. Sztuka i polska pamięć, Warszawa (2017)[12].
- 2018 – Melancholia – wystawa malarstwa (akwarela, Keim A), Międzynarodowe Targi Poznańskie, Targi Książki Naukowe
- 2020 – wystawa indywidualna Przestrzenie ożywione. Malarstwo, Galeria Sztuki Mosina[13]
- 2021 – Spatio Corpore et Anima. Malarstwo. Galeria U JEZUITÓW[14]
- 2024 – Przestrzenie ożywione – wystawa indywidualna malarstwa i rysunku, Małopolskie Centrum Kultury SOKÓŁ, Galeria Sztuki SOKÓŁ, Nowy Sącz[15]

## Galeria zdjęć

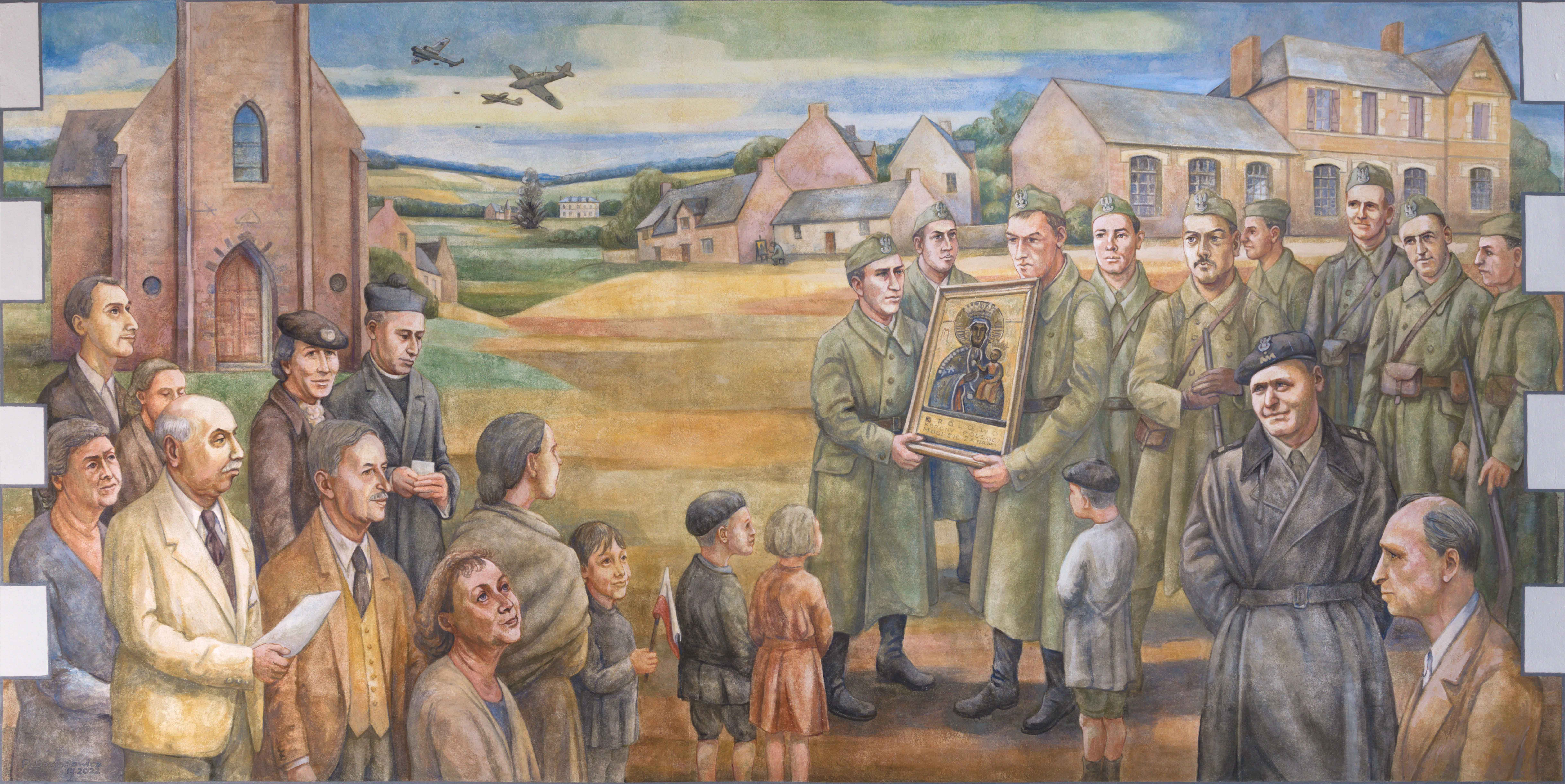
Fundacja kaplicy Notre-Dame de Lorette, fresk w kościele św. Eligiusza, Comblessac, Francja, 2022
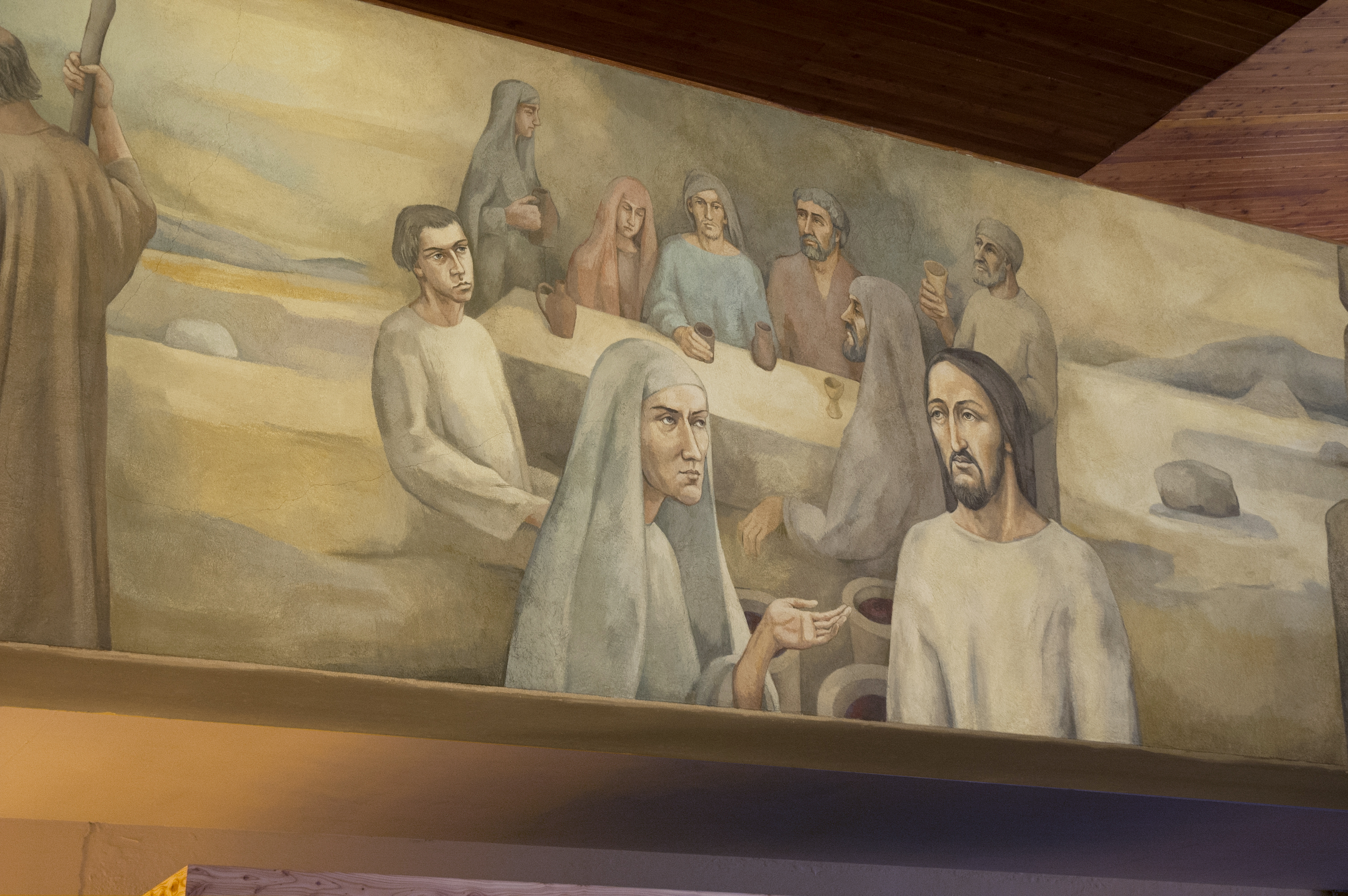
Sakramenty, fragment fresku w kościele pw. św. Andrzeja Boboli w Poznaniu, 2011
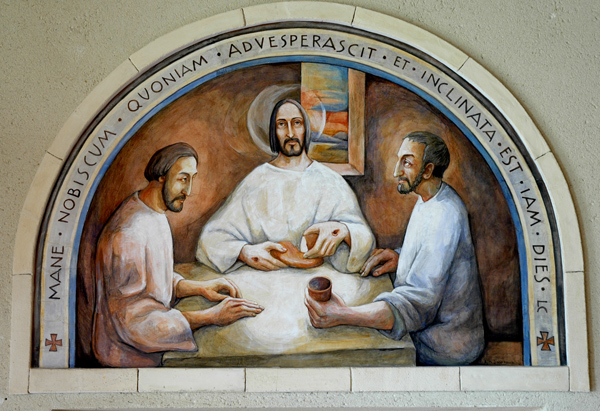
Emaus - fresk w klasztorze benedyktynów Notre-Dame de Triors, Francja, 2009
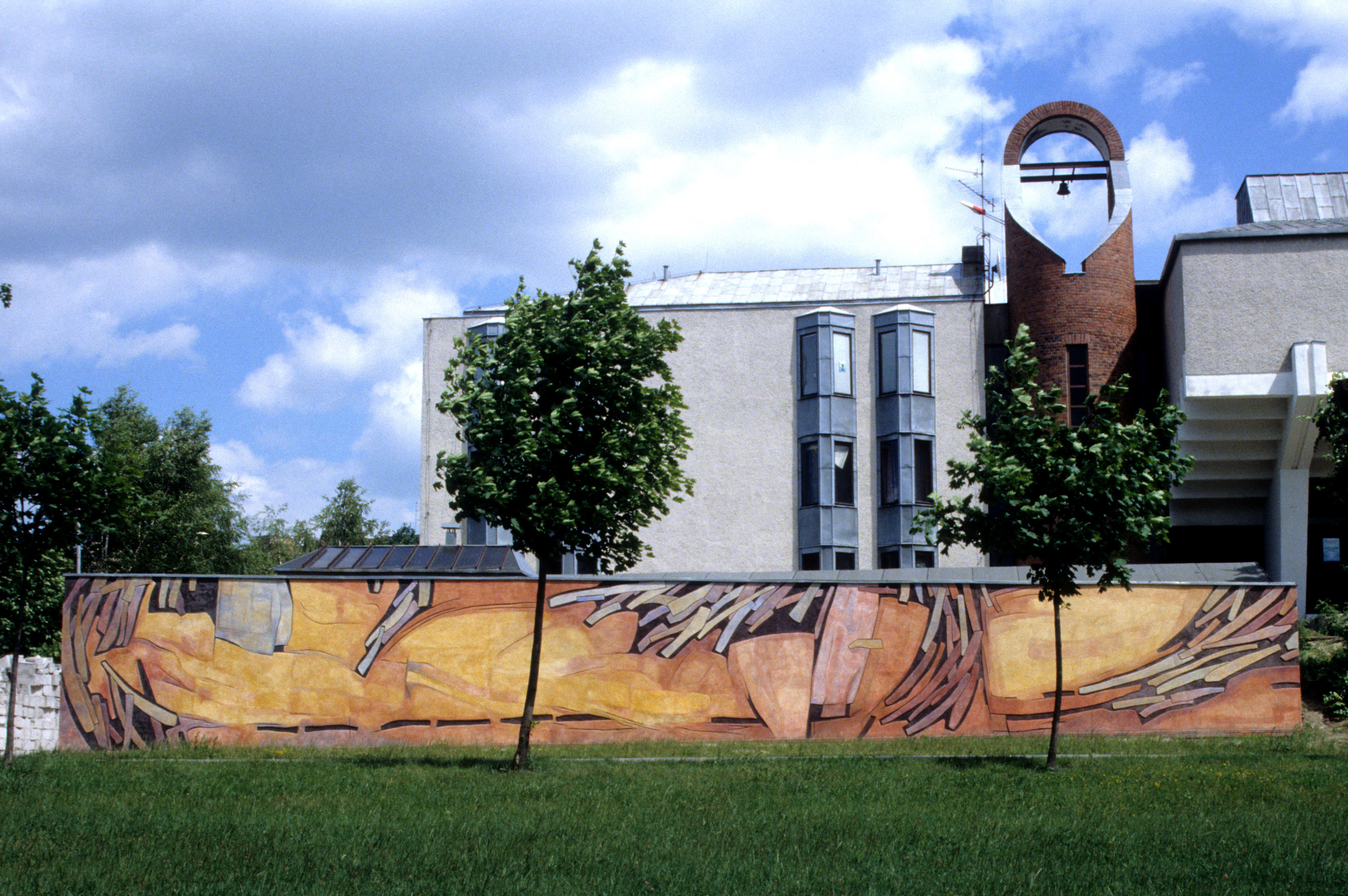
Sąd przed-Ostateczny, fresk na stadionie miejskim w Blain, Francja, 1999
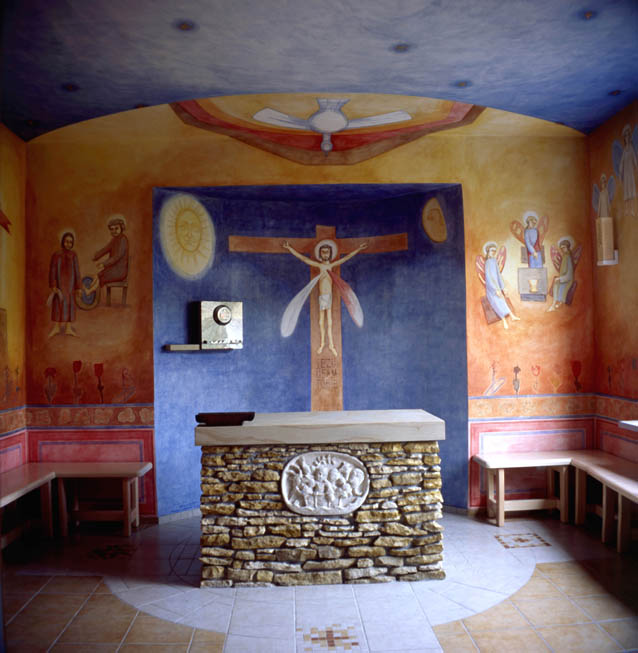
Kaplica Miłosierdzia Bożego, dom wspólnoty L'Arche w Poznaniu, 2004